# Santa Cruz do Escalvado
Santa Cruz do Escalvado est une municipalité brésilienne de l'État du Minas Gerais et la microrégion de Ponte Nova.